# SolVin
SolVin est une société spécialisée dans la fabrication de PVC et autres matières plastiques, née d'une coentreprise en 1999 entre deux géants de la chimie, le Belge Solvay et l'Allemand BASF.
Solvay détient 75 % de SolVin et BASF 25 %.